# ウラジオストク航空
ウラジオストク航空（ウラジオストクこうくう、Vladivostok Air、ロシア語・Владивосток Авиа）は、極東の沿海都市・ウラジオストクに拠点を置いたロシアの航空会社であった。2012年からアエロフロート・ロシア航空の子会社となっている。2013年9月、同じアエロフロート傘下、サハリン航空と統合し会社名を「オーロラ」に変更される事が発表され、同年11月に実施された。

## 概要
1932年に国営アエロフロート・ソビエト航空（現・アエロフロート・ロシア航空）のウラジオストク支社として設立。ソ連崩壊後の1994年、これまでアエロフロート傘下だった当社は国営企業から民営化されたのを機に東アジアへの国際線運航を開始。ロシア国内はもとより諸外国でもヘリコプター機材のリースや地上サービス、ホテル、航空貨物、航空燃料販売の充実にも力を注いでいる。

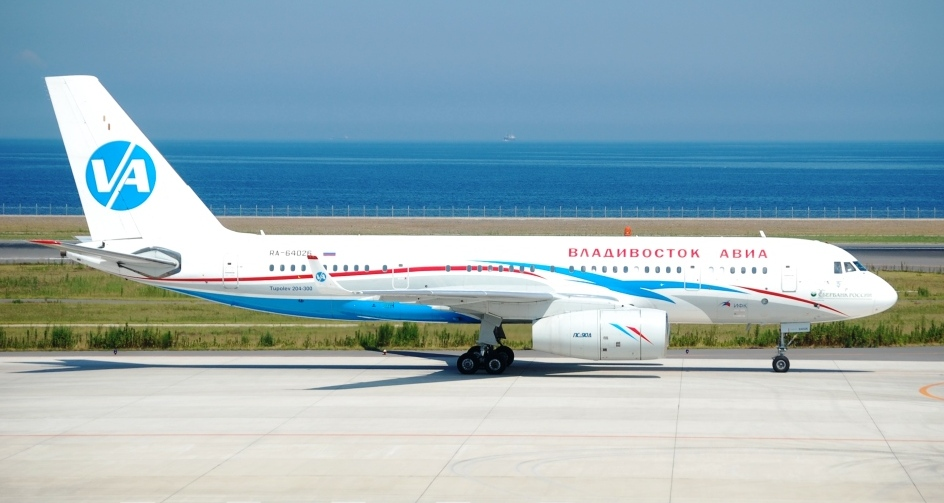
ツポレフ Tu-204-300

定期便の他、チャーター便の運航も積極的で、日本でも成田国際空港、東京国際空港（羽田空港）、関西国際空港、広島空港、岡山空港、旧北九州空港、福岡空港、大分空港、熊本空港、宮崎空港、佐賀空港、鹿児島空港、長崎空港、松山空港、徳島空港、高松空港、高知空港、仙台空港、鳥取空港、出雲空港、南紀白浜空港、石見空港、福井空港、新千歳空港、釧路空港など多数の空港に飛来している。
1998年には、初の日本路線である新潟-ウラジオストク線が就航したが、これは1991年から運航していたアエロフロートからの移管路線である。2005年には新機材・ツポレフTu-204-300型機を導入、2005年9月からは新潟-ウラジオストク線にもツポレフTu-204-300型機が使用されるようになった。これらの機首には、ロシア貯蓄銀行のロゴが入っている。2007年春に、自社初の西側製航空機となるエアバスA320-200型機、そして2009年春にはロシアの航空会社では2社目となるエアバスA330-300型機をアイルランドのエア・リンガスから導入した。
また、当社では機体に施す塗装を新しいデザインにしており、最新鋭のツポレフTu204-300型機、エアバスA330-300型機、エアバスA320-200型機、ツポレフTu-154M型機、Yak-40型機にも新塗装を施している。新塗装機の日本飛来は、2005年5月3日-5月5日のウラジオストク-広島線 チャーター便において、新塗装が施されているTu-154M型機が初飛来した。以来、新潟などにその姿を見せている。2008年9月22日、運航停止となったダリアビア航空に代わりハバロフスク-新潟線に週2便で就航した。2010年3月28日から東京/成田-ウラジオストク線、ハバロフスク線へ定期チャーター便が就航している。2010年9月20日には、静岡空港にもチャーター便として飛来。
なお、当社はアエロフロートへのグループ再編入に伴い、運航便はアエロフロートとのコードシェア（共同運航）となった後に現在のオーロラへ吸収された。また東京都港区虎ノ門に所在した日本支社は、2012年3月31日をもって閉鎖された。

## 定期路線

### 国際線
日本
- 新潟 - ウラジオストク

週1便運航（運休中）
- 新潟 - ハバロフスク

週1便運航（運休中）
- 富山 - ウラジオストク

週1便運航（運休中）
- 東京/成田 - ウラジオストク

週2便運航（運休中 ）
- 東京/成田 - ハバロフスク

週3便運航（運休中）

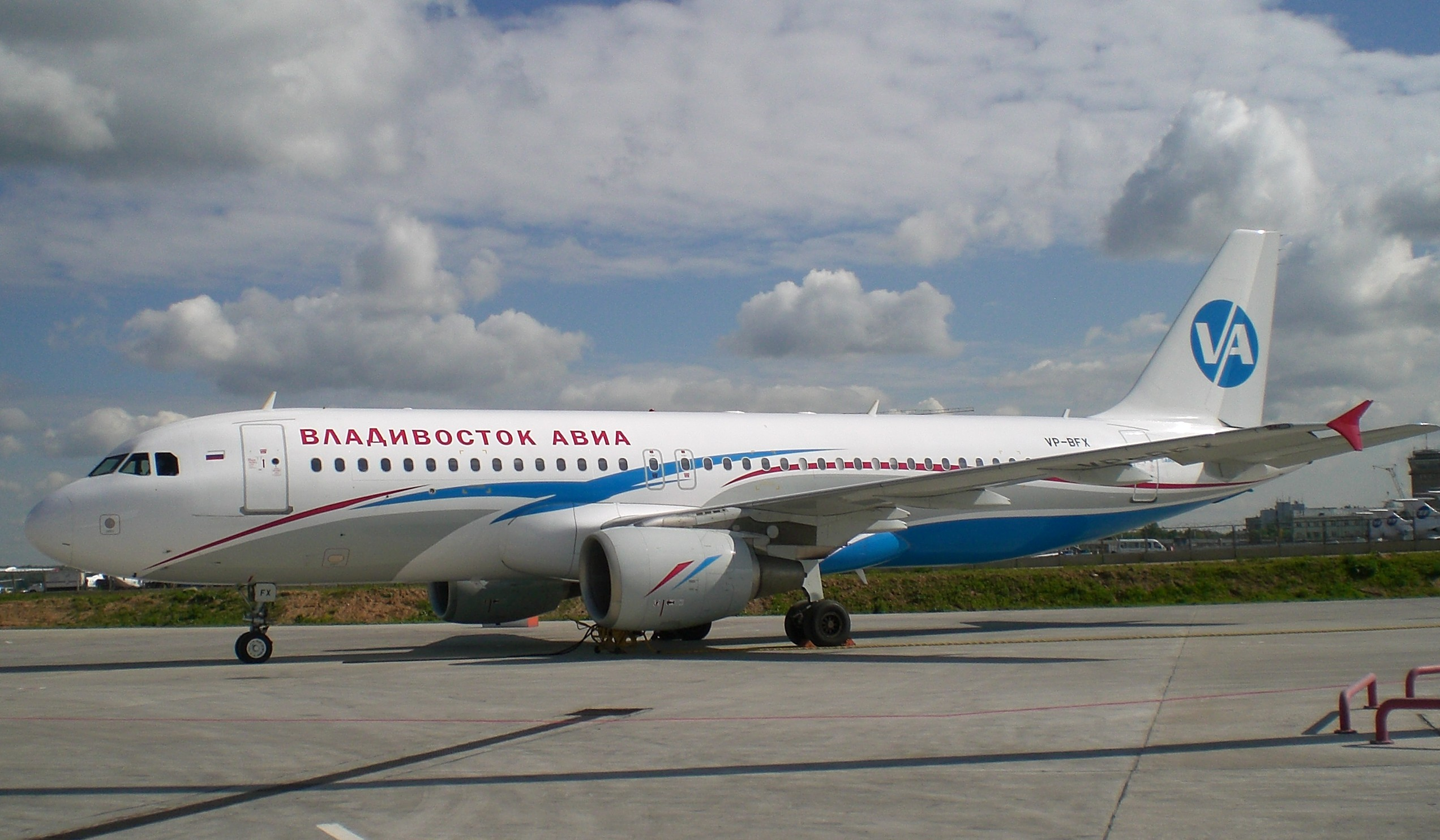
当社のエアバスA320-200型機

- 東京/成田 - ペトロパブロフスク・カムチャツキー

週2便運航（夏ダイヤのみ運航、定期チャーター便）
韓国
- ソウル/仁川
- 釜山

中国
- 北京/首都
- ハルビン

香港
- 香港（就航検討）

ベトナム
- ハノイ

シンガポール
- シンガポール（就航検討）

また、アシアナ航空とバンコク線のコードシェアを行っている。なお、これらの路線の運航機材はツポレフTu204-300型機またはエアバスA320-200型機を使用している。

### ロシア国内線
イルクーツク、ハバロフスク、ユジノサハリンスク、ヤクーツク、モスクワ（ヴヌコヴォ）、サンクトペテルブルク、カムチャツカ、エカテリンブルク、アバカン、ソチ、ノリリスク、ケメロヴォ、アナディリ、マガダンなどに就航している。

## 保有機材
- ツポレフTu204-300型機 : 6機
- エアバスA320-200型機 : 7機
- エアバスA330-300型機 : 3機

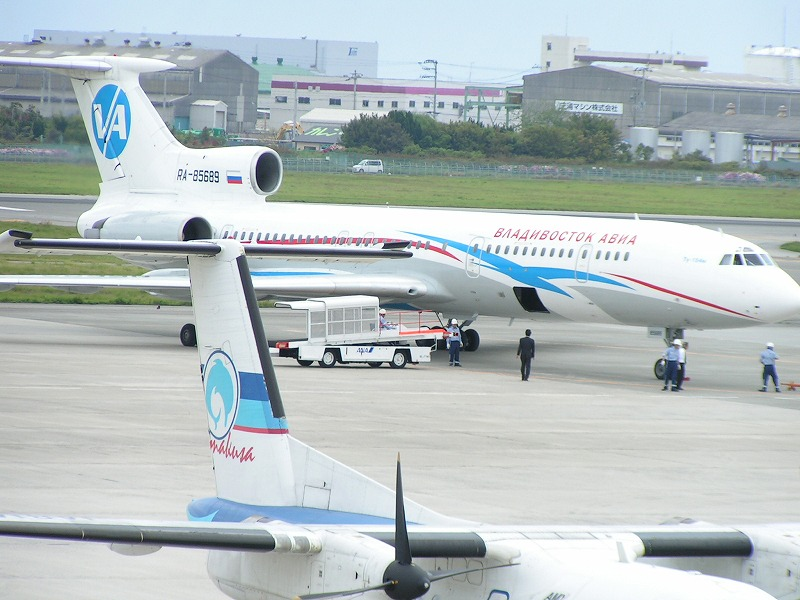
ツポレフTu-154型機　松山空港にて

- Yak-40型機 : 3機（順次退役予定）
- Mi-8型機 : 11機

かつての主力機材であったツポレフTu-154M型機は退役し、同じく退役した一部のYak-40型機と共にウラジオストク空港内に保管中である。

## その他
- 2003年、日本テレビ系のバラエティ番組「ダウンタウンのガキの使いやあらへんで!!」の罰ゲーム「ウラジオストク…」編に登場した。「裏を読めない」烙印を押された浜田雅功を「ウラ」のつくものづくしで責め立てる趣向で、ギャグのひとつ及び浜田と田島雄一（元ダウンタウン チーフマネージャー）の移動手段としてウラジオストク航空が登場した。その際、当時新潟空港発着であったため、東京駅から上越新幹線を介して新潟駅よりジャンボタクシーで空港へ向かった。当時の新幹線が200系であった。また、ウラジオストク航空の使用機材がTu-154MB2であった。